# UiO-66

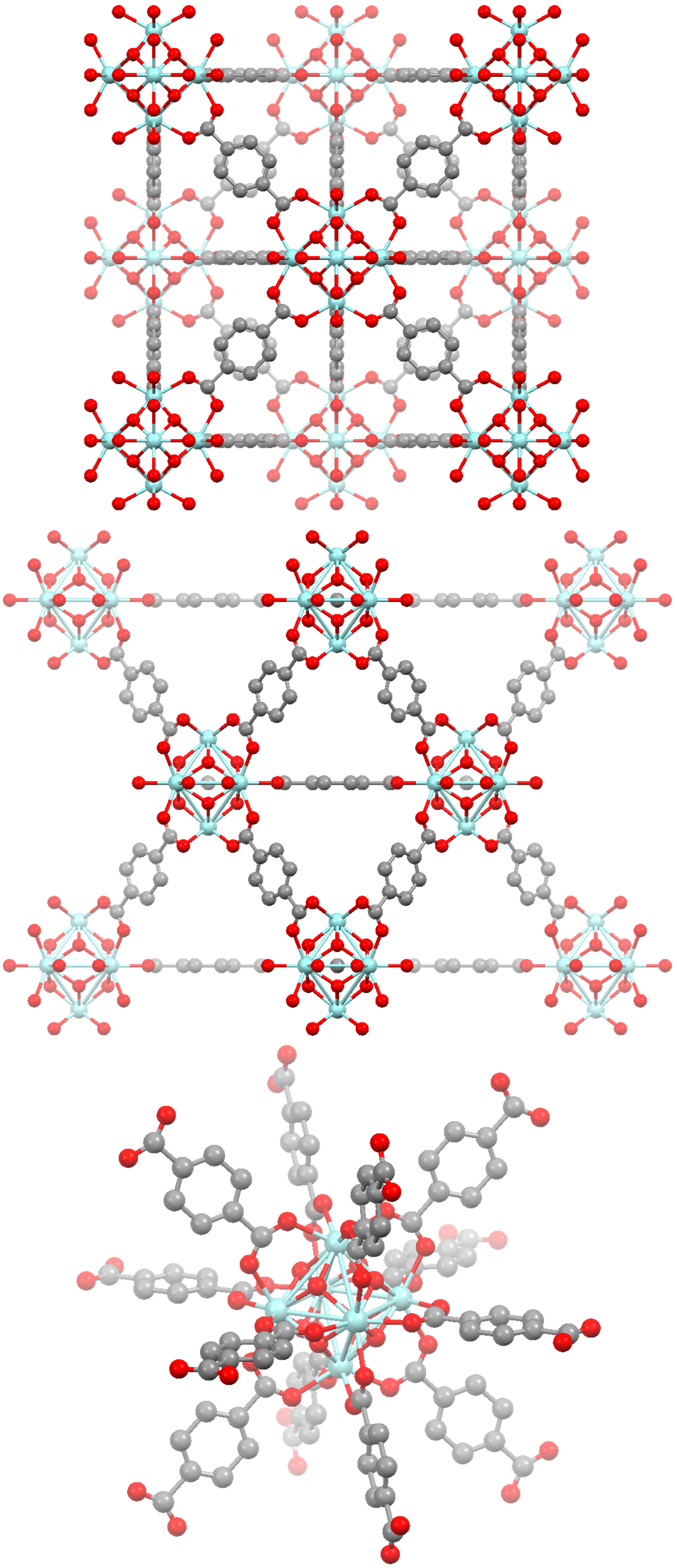
Kristallstruktur von UiO-66 (oben) und die gleiche Struktur um 45° gedreht (Mitte). SBU der UiO-66 Struktur (Zr_{6}O_{4}(OH)_{4}-Cluster) mit 12 koordinierten Terephthalsäurelinkern (unten). Türkis: Zr, rot: O, grau: C, H nicht dargestellt.

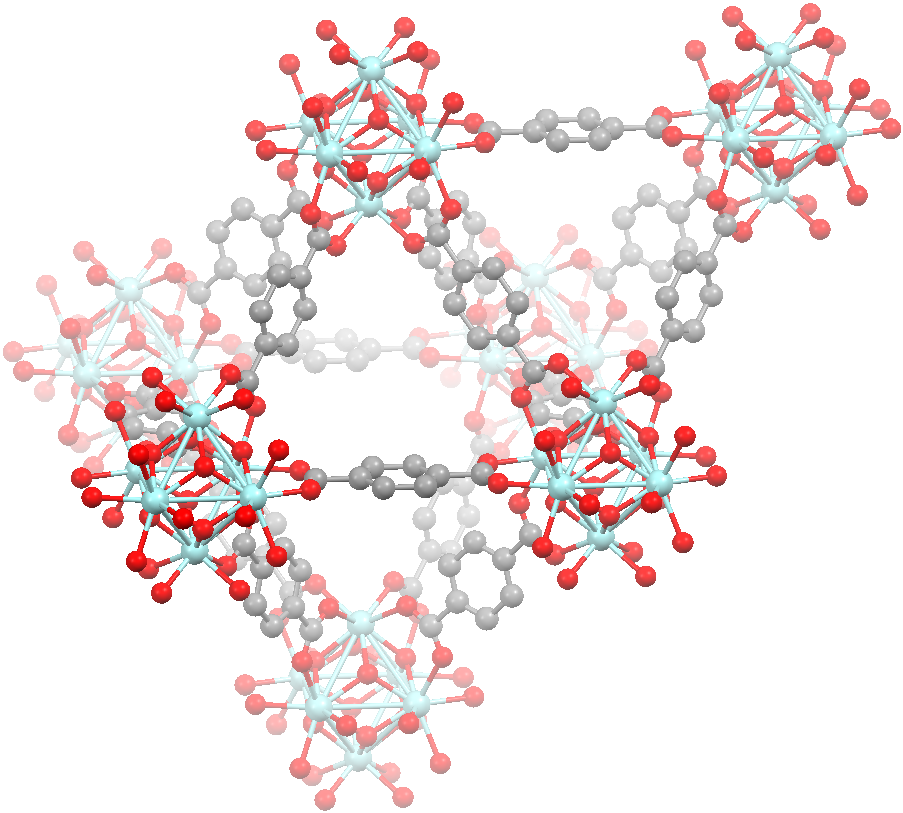
Darstellung der zwei verschiedenen, miteinander verbundenen Poren der UiO-66-Struktur. Größere oktaedrische Pore (Mitte) und kleinere tetraedrische Pore (oben rechts).

UiO-66 (UiO steht für norwegisch  Universitetet i Oslo) ist der Name eines Materials, welches zu der Stoffklasse der Metall-organischen Gerüstverbindungen (englisch metal-organic framework, MOF) zählt. Die Gerüststruktur besteht aus Zr6O4(OH)4-Clustern, den sogenannten sekundären Baueinheiten (englisch secondary building unit, SBU), welche durch maximal 12 Terephthalat-Linker mit den benachbarten SBUs verbunden sind. Die resultierende Gerüststruktur ist porös und besitzt zwei verschieden große Arten von Poren, die durch dreieckige Fenster miteinander verbunden sind. Die größere Pore besitzt eine oktaedrische Form, während die kleinere Pore eine tetraedrische Form aufweist.

## Bekannte Strukturanaloga
UiO-66-Materialien werden hauptsächlich mit Zirconium als Metallzentrum hergestellt (UiO-66(Zr)). Darüber hinaus wurden auch UiO-66(Hf)-Materialien mit dem nah verwandten Hafnium oder mit Cer anstatt des Zirconiums hergestellt. Anstatt Terephthalsäure können auch verschiedene Derivate der Terephthalsäure als Linkermoleküle verwendet werden, um UiO-66-Strukturen herzustellen. Diese Linkermoleküle besitzen zusätzlich zu den zwei Carboxylatgruppen eine oder mehrere zusätzliche funktionelle Gruppen am Benzolring, welche nicht für den Aufbau der Gerüststruktur verwendet werden.
| Funktioneller Linker                      | Metallzentrum (M)  | Metallzentrum (M)  | Metallzentrum (M) |
| Funktioneller Linker                      | Zr4+               | Hf4+               | Ce4+              |
| ----------------------------------------- | ------------------ | ------------------ | ----------------- |
| 2-Aminobenzol-1,4-dicarboxylat            | UiO-66(Zr)-NH2     | UiO-66(Hf)-NH2     | -                 |
| 2-Bromobenzol-1,4-dicarboxylat            | UiO-66(Zr)-Br      | -                  | UiO-66(Ce)-Br     |
| 2-Nitrobenzol-1,4-dicarboxylat            | UiO-66(Zr)-NO2     | -                  | UiO-66(Ce)-NO2    |
| 2,5-Dihydroxybenzol-1,4-dicarboxylat      | UiO-66(Zr)-(OH)2   | UiO-66(Hf)-(OH)2   | -                 |
| Benzol-2,5-dicarbonsäure-1,4-dicarboxylat | UiO-66(Zr)-(COOH)2 | UiO-66(Hf)-(COOH)2 | -                 |
| 2,3,5,6-Tetrafluorbenzol-1,4-dicarboxylat | UiO-66(Zr)-F4      | UiO-66(Hf)-F4      | UiO-66(Ce)-F4     |

Werden statt der Terephthalsäure die längeren Linkermoleküle 4,4′-Biphenyldicarbonsäure oder 4,4′′-Terphenyldicarbonsäure verwendet, so werden die expandierten Gerüststrukturen UiO-67 oder UiO-68 erhalten.

## Eigenschaften
Im Vergleich zu anderen Metall-organischen Gerüstverbindungen weisen UiO-66-Materialien eine hohe thermische (450 bis 500 °C) und chemische Stabilität auf.
In die Gerüststruktur von UiO-66 kann eine Vielzahl an strukturellen Defekten eingebaut werden. Bereits bei normalen Synthesen sind im Durchschnitt nur 11 anstatt 12 Terephthalsäurelinker an die Zr6O4(OH)4 gebunden. Bei geeigneten Reaktionsbedingungen kann diese durchschnittliche Linkeranzahl jedoch noch geringer sein. Außerdem können auch ganze Zr6O4(OH)4-Cluster fehlen. Alternativ können auch sogenannte Defektlinker eingesetzt werden, welche nur eine anstatt zwei Carbonsäuregruppen besitzen und somit nur an einen Zr6O4(OH)4-Cluster binden können. Formiat ist ein Beispiel für so einen Defektlinker.